# 胡安国
胡安國（1074年—1138年），字康侯，建宁崇安（今福建省武夷山市）人。:33北宋历史学家、学者，曾有短期的仕途。晚年在湖南衡阳，潜心研究“春秋”历史，著书《胡氏春秋传》，创办书院，开创“湖湘学派” （奠定了湖湘文化在两宋时期的理学基础）。謚文定。

## 生平
幼時能背誦《訓童蒙韻語》，曾师从杨时，十五歲到州學就讀。:33一天州學前演出大戲，州學學生都棄學外出看熱鬧，僅安國一人安心誦讀，州學老師非常感動，賞贈他紙筆佳硯。兩年後，入太學學習，师从程颐的朋友朱长文、靳载之。:33宋哲宗紹聖四年（1097年）进士第三名，除荊南教授。:33徙居潭州城南，曾任湖南学事。因推荐永州布衣王绘、邓璋等人，蔡京惡之，被解职。大觀四年（1110年）复职。宣和初任江东路学事。宣和末官至尚书起居郎。钦宗时出任通州（在今江苏省南通市）知事。高宗召其为给事中，写出《时政论》21篇，因论及旧相被解职。绍兴八年（1138年）进宝文阁直学士。晚年辭歸，致力學術研究。:33逝世后得谥号“文定”。:33葬于潭州湘潭县龙穴山，今排头乡黄荆坪村。:33
胡安国一生以圣人为目标，潜心研究《春秋》，王夫之肯定安國的「著攘夷尊周之大義」又不同意「兵權不可假人」的觀點，1131年，在湘潭縣隱山與次子胡宏共同創辦“碧泉書堂”（文定書院前身），開創“湖湘學派”。
胡安国在南岳衡山一带的书院著书立说，影响后世，极其深远。曾国藩在《重修胡文定公书院记》中写道：“天下书院楚为盛，楚之书院衡为盛。” 
清末谭嗣同赞道“万物昭苏天地曙，要凭南岳一声雷”。
胡安国的主要著作有《春秋传》、《资治通鉴举要补遣》及其他文集。

## 湖湘学派
胡安国的学问传给了几个儿子，儿子传给了孙子，胡宏传给了张栻，成为“湖湘学派”（湖湘文化之两宋时期奠基的源头），又称“隐山之学”，黄宗羲称“湖南学派”，王闿运称“胡开潭学，朱张继响”。

## 子女
- 长子：胡寅
- 次子：胡宁
- 三子：胡宏
- 长女：胡申，嫁迪功郎向沈

## 延伸阅读
[在维基数据编辑]
 《宋史/卷435》，出自脱脱《宋史》